# COROT-27 b
COROT-27 b или CoRoT-27 b — экзопланета, обращающаяся вокруг звезды COROT-27 в созвездии Змеи на рассотоянии около 1580 пк от Земли. Планета является представителем горячих газовых гигантов.

## Открытие
6 января 2014 года в Архиве электронных препринтов появилась статья, посвящённая массивной планете COROT-27 b. За COROT-27 наблюдал спутник COROT в период с 8 июля по 30 сентября 2011 года и обнаружил транзитный кандидат. Для проверки кандидата учёные наблюдали за COROT-27 на 1,2-метровом телескопе имени Эйлера. Никаких подозрительных затменно-переменных двойных звёзд обнаружено не было. В период с 14 июня по 21 августа 2012 года сделано 13 замеров лучевой скорости звезды CoRoT-27 на спектографе HARPS, что не только окончательно подтвердило наличие планеты, но и позволило определить её параметры.

## Характеристики планеты
COROT-27 b — горячий газовый гигант, обращающийся вокруг звезды COROT-27 на расстоянии 0,0476 ± 0,0066 а.е. Период обращения составляет 3,57532 суток. Эксцентриситет орбиты не превышает 0,065 ε.
Большая полуось равна 0,0476 а.е. Масса планеты оценивается в (10,4 ± 0,55) MJ, радиус в (1,01 ± 0,04) RJ, что говорит о средней плотности (12,6 +1,9/-1,7) г/см3, типичной для планет-гигантов с такой массой.Температура оценивается в (1500 ± 130) К.

## Родительская звезда
COROT-27 представляет собой звезду спектрального класса G2 V(к такому же спектральному классу относится Солнце). Масса звезды оценивается в (1,05 ± 0,11) солнечных масс, радиус — в (1,08 + 0,18/-0,06) солнечных радиусов. Температура звезды составляет (5900 ± 120) К. Металличность звезды (0,1 ± 0,1) [Fe/H]. Возраст COROT-27 оценивается в (4,2 ± 2,7) млрд лет. Звезда находится в созвездии Змеи. Видимая звёздная величина составляет всего лишь 15,54 mV.